# Systolederus longipennis
Systolederus longipennis är en insektsart som beskrevs av Zheng, Z., G. Jiang och Jianwen Liu 2005. Systolederus longipennis ingår i släktet Systolederus och familjen torngräshoppor. Inga underarter finns listade i Catalogue of Life.